# 無敵王トライゼノン
『無敵王トライゼノン』（むてきおうトライゼノン）は、富士見書房／角川書店『月刊ドラゴンジュニア』『月刊ドラゴンマガジン』を中心に企画・制作された、アニメ・小説・漫画によるメディアミックス作品。

## 概要
アニメとしては2000年10月14日から2001年3月24日までTBS系で全22話が放送されたイージー・フイルム製作のロボットアニメである。また、初めてTBSとJNN系列局の毎日放送（MBS）および中部日本放送（CBC）の3局共同で制作されたテレビアニメでもあり、TBS製作のアニメで初めてのデジタル製作である。
『無敵王トライゼノン』シリーズを構成する作品群には共通する設定として、三つの「遺産兵器」＝宇宙戦艦「東雲」「暁」「曙」および巨大ロボット「トライゼノン」「アルマゼノン」「ガイアゼノン」が登場する。
アニメ版は、「東雲」と「トライゼノン」が中心のストーリーとなっている。
小説『無敵王トライゼノン アルマゼノン』シリーズおよび漫画『無敵王トライゼノンBLAZE』（せたのりやす、角川書店）は、「曙」と「アルマゼノン」が中心のストーリー。コミカルな場面も多いアニメ版より、さらにギャグの色合いが濃い。ただし、『BLAZE』の場合、後半は従来の主人公である章が中心となっており、「特異的能力によって心を閉ざした雫と触れ合う」「遺産兵器が秘めている強大すぎる力に葛藤する」「自分達を置いて去ってしまった母を思って涙する」などといった内容も盛り込まれ、アニメ版には無い面も見せている。
小説『無敵王トライゼノン ガイアゼノン』シリーズは、「暁」と「ガイアゼノン」が中心のストーリーで、「感動のドラマ」をテーマとしている。最も本編と乖離したシリアスな話。『無敵王トライゼノンZP』シリーズは、主人公側にとっての侵略者である宇宙人ゼノ・パレス側が中心のストーリーである。

## ストーリー
遠き過去。とある惑星にて文明を築きし「ゼノ・パレス」は、その文明の発展ゆえに自らの母なる惑星を壊し、自分たちの生き残る道を宇宙へと求めた。彼らは自分たちの遺伝情報を巨大移民船「エストーリオ」に封印。一部の選ばれた軍人らが移民船の運航や移住先探査のために働き、他の民は彼らに希望を託して永い眠りにつく。
エストーリオはやがて、移住先となるべき「約束の星・テーラ」すなわち地球を発見するが、そこには初期段階文明を持った人類をいることを知る。この事実にゼノ・パレスは二派に分かれた。テーラ先住民を抹殺もしくは支配して移住を急ぐべきだとする強硬派（マーズ）と、長い年月をかけた話し合いによって現地文明と歩み寄り解決を見出そうとする穏健派（オシリス）だった。
両者の争いはエストーリオで内戦に発展するが、穏健派は争いに長けた強硬派に押されていく。穏健派は最後の手段として三体の「ゼノンズ・ガーディアン」と呼ばれる戦闘ロボットとそれを格納する戦艦をテーラに飛ばし、原住民に託して、いずれ地球に到達するであろう強硬派と戦わせる事にした。
ゼノンズ・ガーディアンを載せた3隻の戦艦は地球に到達し、江戸時代の日本の蝦夷地（後の北海道）、江戸（後の東京）、薩摩国（後の鹿児島県）にそれぞれ落下した。各地の住民は、これら遺産兵器を地中深くへと封印し、そのことを古文書に記すなどして子孫に伝えた。
そして時は流れて現代。エストーリオは地球軌道に到達し、ゼノ・パレスは遺産兵器が落下した日本列島を手始めに地球侵略を開始する。それに対して、北海道、東京、鹿児島に眠る遺産兵器が目覚め、戦いが始まる。

### トライゼノン
北海道夕張市に暮らす神威家は、赤貧のどん底にあった。父の権太郎は破天荒で、母の礼子は出て行く、長男の章は熱血バカ。そんな最悪な状況の中で次男の哀だけは清純だが、幼く生活を支えられない。破天荒な権太郎と章は折り合いが悪く、いつも喧嘩ばかりしていた。
そんな中、貧乏脱却を願う章は、ふとした事から家に代々伝わる「お宝」の存在を知り、持ち前の熱血パワーで先祖伝来のボタ山を掘り起こす。ところが同時にゼノパレスの北海道への侵攻が始まった。ゼノ・パレスが自分の掘り出したお宝を横取りするために来たと再び勘違いした彼は、弟の哀や偶然その場に居合わせた幼馴染の華菜と共に、お宝＝トライゼノンに乗り込んで戦うこととなる。

### ガイアゼノン
兄一人妹一人の生活を送る牧ノ原刃と恵那。ゼノ・パレスとの戦いが勃発し、「遺産」を受け継いだ刃は恵那に上司と部下としての態度を強いる。それに従いつつも心の中では兄を慕う恵那は苦悩することになる。
仲間の童夢や鞍馬を交え、心のすれ違ったまま二人は戦い続ける。

### アルマゼノン
普通の女子高生であった宗像宇美と梨紅。しかし彼女らは、とある財閥の娘だった。ある時、二人は父親に呼び出され、自分たちが「遺産」を駆りゼノ・パレスと戦う事となる、という事実を知らされる。
しかし彼女たちはゼノ・パレスと戦うために、残る一人の仲間を見つけねばならなかった。

## 登場人物
特筆ない限り、アニメ版での言動・描写に基づく。

### 地球側

#### 東雲（神威家、雨竜家）
神威章声 - 福山潤
本作の主人公。神威家の長男。15歳。中学3年生。トライゼノンおよび天号のパイロット。権太郎の体力を重視としたスパルタ教育によって、野性児に近いガサツで乱暴者な性格に育ってしまった熱血バカ。頭も物事への理解力も壊滅的に悪いが、華菜が大事にしていた思い出のキャンディを天号を使って買ってきたり、病気（麻疹）になった哀を助けるために必死に医者を探し回ったりするなど、不器用ながらも優しい一面もある。
神威家に伝わる秘伝書を元に、自家所有のボタ山を掘り続けた結果、先祖が遥か昔に埋めたお宝であるトライゼノンと東雲を発見し、なし崩し的にゼノパレスと戦う事になった。最初は勢いだけで戦うだけのバカ丸出しぶりで、周囲にも呆れられていたが、トライゼノンのロケットアンカーをスラスター・バーニア代わりに使って宇宙で戦うなど、時折周囲も想像できない奇策などによって活躍を見せることもあった。次第に敵対するゼノ・パレスの事情について知る事で、章は自分が戦う意味について見い出す事になる。
母・礼子の失踪について落ち込んでいないように見えるが、弟の哀を心配させないよう強がっているだけで、本当は母の帰りを望んでおり、トライゼノンで戦い続けるのも、自分達がゼノ・パレスを倒せばきっと帰って来ると信じているからである。だが、母が父のあまりの破天荒さとガサツさに愛想を尽かして出て行ったという真実を知らなかった。
彼にだけは宗像姉妹の送ったFAXが届いていた。一度だけ恵那の搭乗するガイアイーグルに搭乗している。
神威哀声 - 真田アサミ
女の子のような可愛い容姿をしている、神威家の次男。11歳。冥号のパイロット。母親が家出してからは家事全般をこなしているしっかり者。本当は母がいない事に寂しさを感じ、またゼノパレスと戦う事も怖いと思ってはいるが、頼れる兄である章の存在がそういった不安や恐怖を打ち消してくれている。株取引のシミュレーションを得意としている。
神威権太郎声 - 長島雄一（現：チョー）
神威家当主。42歳。シャツに腹巻と、いかにもな中年オヤジスタイルが特徴。男手一つで章を体力重視のスパルタで鍛え上げ、バカ騒ぎな親子喧嘩を連日繰り広げている。元・鉱山師であったが、炭鉱が閉山されてしまい、事実上は無職である。鉱山師としてのプライドが高いため、断固として他の職には就こうとせず、意地を張り続けた結果、現在は妻の礼子に逃げられてしまっている。普段はその事を気にしていないように見せるが、内心では未だ礼子への愛情と未練が残っており、やはり章と同様、帰って来てほしいと望んでいる。特にPlayStationゲームソフト版では、礼子に対する激しい未練を見せるシーンがあった。
普段はただのうだつの上がらない駄目親父だが、鉱山師としての腕や能力、体力は一向に衰えていない。物質の原子・結晶構造を一瞬にして見抜く鉱夫としての天才的な勘を持っており、これに神威家の家宝とされているツルハシを合わせる事で戦艦の装甲やルコゼノイドを破壊でき、礼文島の戦闘ではゼノ・パレス軍のパブロから「サイボーグ兵士か!?」と訝られた。貧乏生活による経験の結果か、水で酔っ払える。42歳になるまで麻疹にかかったことが無い。
その代わり頭が非常に悪く、空から送られたFAXに書かれていた「穀潰し」の意味を全く理解できず、ただ大笑いしていた。
また、章にもできる「遺産」の操作が全くできない様で、空から「操縦法は遺伝子レベルで覚えさせられている」と聞いて冷や汗をかいていたため、入り婿だった可能性もある。
ゴン声 - 渋谷茂
神威家で飼われている雄犬。犬種は不明。権太郎や章よりも賢い犬であり、人間の言葉をかなり理解できている。神威家の人間の中では哀に一番懐いている。艦長争奪戦において、東雲のコンピュータが誤ってゴンを「艦長」と認識してしまいその結果、東雲および合体形態である御来光の総指揮をとる艦長になってしまった。そのためにピンチに陥ったこともかなりあり、また犬が艦長である事で刃を驚愕させ、デュランを激怒させている。最終決戦ではマニュアルには載っていなかった（知っていたなら冴が使っている）御来光の隠し装備を絶妙のタイミングで使い、チャンスを作り出した。
空から送られたFAXは「目が点」。
雨竜華菜声 - 林原めぐみ
本作のヒロイン。章の幼馴染で同じ中学3年生。なりゆきで海号のパイロットになる。章達のバカッぷりに頭を悩ませていて、東雲のクルーの中では一番まともといえるが、ほとんど章達のツッコミキャラになっている。しかし、追い込まれれば追い込まれるほど、内に秘めた章をも凌駕する凶暴さを発揮する事もある。哀には意外と優しく、仲が良い。空から送られたFAXは「ぺちゃぱい」。
雨竜冴声 - 根谷美智子
華菜の姉で陸上自衛隊3等陸曹。21歳。自衛隊では戦闘ヘリAH-1 コブラを操るガンナーで、ルコゼノイドの撃墜にも成功した。妹が神威家の知り合いというだけで章たちの元で監視員として派遣されてしまった。後に上官である佐分利長官の「東雲クルーに日本から出て行くよう要求する」という身勝手な指示に憤り、長官を殴り倒して任務放棄を宣言し、神威家と行動を共にした。最初は章達の馬鹿さ加減に振り回されながらも、次第に彼らと似たような行動をとる事もあった。東雲クルーでは唯一の軍事経験者であり、東雲が序盤で落とされる事にならなかったのも、偶然も含まれるが、半分は冴の判断力のおかげでもある。空から送られたFAXは「いきおくれ」。
雨竜良子声 - さとうあい
冴、華菜の母。神威家に生活力がないため急遽呼ばれた。家事全般をこなすほか、餌をあげる事でしっかりとゴンの主導権を握っている。どのような状況になってもマイペースでいられる肝っ玉なお母さん。クルー達が的確に動けるよう、自ら艦長席に座って的確な命令を下したこともある。御来光の指揮まで執っているために、ある意味で遺産の継承者メンバーの影の支配者といえる存在。

#### 暁（牧ノ原家）
牧ノ原刃声 - 石川英郎
遺産の継承者である人物の一人。21歳。神威家と違い、遺産が宇宙からもたらされた兵器であると知って行動しており、ゼノパレスが東京湾に設置した基地を緒戦で壊滅させた。神威家の事は最初から信用しておらず、大金を用いてトライゼノンの眠るボタ山を買い取ろうとしたが、その前に章がトライゼノンを起動させてしまったため、計画は頓挫してしまった。その後、暁の艦長として章達の前に現れ合流、行動を共にする事になる。人一倍、「遺産の継承者」としての使命感に燃えており、最終的には全メンバーの参謀格になるものの、自身が真面目過ぎる上、周囲が常人とはかけ離れた思考と行動の持ち主である為に、ほとんど振り回されがちであるなど、どこか頼りない印象が目立つ。実際、宇宙や良子の方が的確な指示を出せていた。
小説『ガイアゼノン』では、実の妹である恵那に対してすらも他人行儀な接し方しかしない冷酷な指揮官として描かれており、その事もあって童夢や鞍馬からも反感を抱かれており、冷たい視線を受けていた。せたのりやす版の漫画作品『BLAZE』ではガイアゼノンのパイロットをしており、章に「（ガイアゼノンが）人相の悪い悪人面」と言われて憤慨していた。空から送られたFAXは「でこっぱち」。
牧ノ原恵那声 - 金田朋子
刃の妹。13歳の中学1年生。ガイアイーグル（右腕）に搭乗。美少女だが、強度のブラコン。東雲クルーの哀とはすぐに仲良くなった。しかし、その兄である章の事は、彼の馬鹿さぶりもあってあまり好感は持てなかったが、彼が自らに代わりガイアイーグルで戦うのを見て、多少は認識を改めるようになった。兄の刃と同年代である冴の事を一方的にライバル視しており、本人のいない所で「男女」と呼んだりもしていた。
小説版では、ガイアゼノンのメイン操縦を行う事もあった。
甲斐童夢声 - 椎名へきる
ガイアゼノンおよびガイアベースのパイロット。15歳。両親はすでに他界しており、バンドのボーカリストを務めている。性別は女性で、胸は華菜より大きいが、容姿・言葉遣いから華菜から男の子だと思われていた。極度の皮肉屋で、勢いで突っ込む事の多い章に対し、何かと冷静なツッコミを入れる事が多く、九州で章が自分達を投げ飛ばし踏み台にした際には遂に激怒し、章のトライゼノンをガイアゼノンで攻撃しながら追い掛け回した。右目と左目の色が違うオッドアイ。物語終盤でデュランの妹「セシル」と同じ遺伝子を持つことが判明、彼女を元に戻すためゼノパレスに一人残った。
京鞍馬声 - 田村ゆかり
「KYO100円ショップ」と呼ばれる会社の社長令嬢。16歳。ガイアコンドル（左腕）に搭乗。京都弁で話す京都出身で、和服姿の外見をしている。華奢な外見をしているが章を上回る大喰らいで、戦闘力ですらも上回っている。大人しくたおやかな大和撫子であるが、お嬢様ゆえなのか世間的にズレた面もある。今まで周囲にいた男性は媚びへつらう者ばかりであった鞍馬にとって、負けず嫌いで我の強い章は新鮮に見えたらしく、彼に片思いするようになった。それ以降、章に熱烈にアタックしているが、鈍感な章にはまるで気づかれていない。

#### 曙（宗像家）
宗像宇宙声 - 辻親八
宗像家の当主。牧ノ原家と同じく、遺産兵器の正体や目的を最初から把握している。政治・経済などに強い発言権を持つという「影の総理」の異名で呼ばれる。内閣総理大臣すらも、彼の前では頭を低姿勢にする、見た目によらず驚くべき人物。神威家に伝わる古文書の残り半分を所有しており、権太郎と遺産を巡って争った。冷静沈着で判断力や推理力もあるが、行動原理は権太郎とほとんど同レベルである仕切りたがり屋で、意地っ張りかつ見栄っ張り。先走って推力の低い曙で宇宙に出ようとしたが、見事に失敗して墜落させてしまい、逆に他の遺産継承者達に迷惑を掛ける事に。ちなみに下着は、赤いふんどしである。漫画版『BLAZE』のラストではどういう手を使ったのか本当に総理大臣に就任していた。
宗像空声 - 山田美穂
宗像宇宙の妻。少々下品な関西弁話をする。普段は良子と同様マイペースな人間であるが、どこまでも夫についていくという一面もある。また、宇宙の意地っ張り振りを誰よりも理解しており、東雲・暁の各クルーに悪口を書き添えたFAXを送る事で呼び寄せる駄目押しをしたこともある。
宗像宇美声 - 嶋崎はるか
宗像家の長女。18歳。冷静沈着で常識的な見解の持ち主であるが、強度の水棲生物マニアでコクピットにまで持ち込み、自分たちが食べる魚にまで名前をつける（そのことで父につっこまれたことがある）事から、周囲に呆れられている。最初は章の事を役立たず的に見ていたが、思わぬ奇策で状況を覆して見せたことから認識を改める。
小説版では、海鼠の「なっぴー」を愛玩動物にしていた。
宗像梨紅声 - 田村ゆかり
宗像家の次女。17歳。母親の空と同様に、関西弁で話す。姉の宇美や父の宇宙に振り回される苦労人。明るく振舞っているように見えるが、本当は戦いへの恐怖心を押し殺している。
樹雫声 - 上村貴子
屋久島に住む伝統の名家出身の少女。「はみゅ」が口癖。11歳。新婚同然のバカップル振りである両親を持っているからか、しっかり者である。生まれた時から、ゼノ・パレスに送られた「遺産」の遺伝子ウイルスの影響を強く受けており、遺産兵器や宇宙杉と共鳴する特異能力を持っている。終盤ではその能力が大きな鍵となった。
漫画版『トライゼノンBLAZE』では、遺伝子ウイルスの強い影響で、他人の心が読めてしまう精神感応能力が身についてしまい、その事で周囲から疎まれ心を閉ざした雫は現実逃避に近い形で昏睡状態に陥っていた。宇美達と共に屋久島に訪れた章と魂の状態で出会い、共に遊ぶが、自らの能力で母親に出て行かれた幼い章が一人で泣いている彼の「心の中の闇」を見てしまい、また他人の心を見てしまったことから章から離れようとするが、章が自分と自分の能力を受け止めてくれた事から心を開き、目を覚ます。それ以降、宇美達だけでなく章の事も強く慕うようになる。

#### その他の登場人物
総理大臣声 - 向井政生（TBSアナウンサー）
日本政府の総理大臣。
みっちょん声 - 本多知恵子
報道バラエティー番組のレポーター。
神威礼子
神威章・哀兄弟の実母で、権太郎の妻。夫のあまりのダメっぷりに愛想が尽きて家出し、そのまま失踪。各地を放浪しているが、これは権太郎から逃げるためであり、事ある度に彼の顔を見て怯えている事から、権太郎と結婚したことを心底後悔している模様。

### ゼノ・パレス側
ロルムス・ファスタカス声 - 中田和宏
ゼノ・パレス軍総帥で、「遺産の継承者」でもある。ゼノ・パレスの統治者であるフラウディアを洗脳し、自分の意のままに動く操り人形にしていた。穏健派「オシリス」側の人間だが、最後は自分が王となり、地球を制圧しようとして移民宇宙船エストーリオの中枢部に封印されていた史上最強最後のゼノンズ・ガーディアン「ゼノンエリュシオン」を起動させ、そのメインコンピュータにゼノ・パレスの全ての民衆の遺伝子データを移し、エストーリオにいるゼノ・パレスの民もろとも遺産の継承者達を抹殺しようと目論む。しかし、章たち地球側の遺産の継承者達の前に野望は打ち砕かれ、エリュシオンは大爆発。自らも巻き込まれて戦死した。
漫画版『トライゼノンBLAZE』では生存し、改心して地球との国交に賛成する。
デュラン・クレネード声 - 渋谷茂
階級は上級大将。章たちと同じ「遺産の継承者」であり、ゼノンズ・ガーディアンである「ゼノンノーヴァ」を操縦する。穏健派「オシリス」側の人間だが、軍人としての指揮能力は優秀で、オシリス側の部下達からの信望は厚い。反面、強硬派であるマーズの人間達からは「腰抜け」呼ばわりされてしまっている。自らの先祖達の愚行によって母星を失った事を省みないゼノ・パレス上層部の在り方には反感を抱きながらも、最愛の妹で余命幾ばくもないセシルの幸せを願い、不本意ながらも、軍人として地球への進軍への参加を決意する。
初めは北海道礼文島に降着した前線基地を拠点に、地球侵攻部隊の総司令官として赴任するが、トライゼノンを含む遺産の継承者達の打倒にこだわり過ぎた結果、一時更迭となった。後に地球側の遺産の継承者達が地上の勢力を壊滅させ、移民船エストーリオにまで進軍して来た事で、エストーリオ防衛部隊の隊長として復帰。遺産の継承者達と壮絶な激突を繰り広げるが、その末にデュランは地球とゼノ・パレスの間にあった真実を知る事になった。
病弱な妹をいたわり、暇さえあれば妹を見舞っている。
フラウディア・アドリス声 - 椎名へきる
ゼノ・パレスの全ての民の象徴で統治者。しかし、ロルムスに洗脳され、彼の意のままに動く操り人形になっている。その影響で地球側がゼノ・パレスが送った使者達を殺し自分達を裏切ったと思い込んでいたが、エストーリオに潜入した刃達によってゼノパレス側がいきなり宣戦布告をしてきたという事実を突きつけられ、動揺。ロルムスがゼノンエリシュオンを起動させた後に洗脳が完全に解け、本来の自我を取り戻す。デュランとは過去に恋仲となっており、彼が地球での任務に就いていた際には、よくセシルの見舞いに向かっていたようである。
バーバラ・フォウル声 - 山田美穂
階級はデュランと同じ上級大将。強硬派「マーズ」側の人間で、単に軍人としての力量を比べるならデュランよりもはるかに上。序盤ではデュランと行動していたが、内心ではデュランをライバル視している。後に鹿児島の前線基地の総司令官として登場し、その実力を遺憾なく発揮する。技術者に諌止されるほど無理な肉体改造を施ってパイロット能力を高め、専用メタアーマードを駆って、一時は章たちを追い詰める。しかし御来光の合体を許し、その強力なバリアのようなもの（防御障壁律動と表示されていた）にいとも簡単に前線基地に吹き飛ばされ、自らの手で要塞を破壊してしまう失態を演じる。その後、肉体改造の副作用で細胞崩壊を起こしていたが、明確な死亡描写はなく消息は不明。
漫画版『トライゼノンBLAZE』ではロムルス共々改心した。
ハンス・ゼノ声 - 飯田浩志
階級は准将。礼文島に築かれた前線基地の総司令官。強硬派「マーズ」側の人間で、穏健派「オシリス」を口先だけの腰抜けと見下している。功を焦る傾向があり、章たちの無計画な行動を意図的な「神経戦・ゲリラ戦・奇策」と誤解し、翻弄される。要塞砲を備えた前線基地上部をバトルシップとして出撃させ、切り離した前線基地基部や同胞もろともトライゼノンと東雲を葬ろうと画策するも、東京から合流して来た戦艦・暁に撃沈され、戦死した。
パブロ・ワング声 - 大西健典
北海道礼文島基地の副司令官。ハンスとは章たちとの決戦の最中、戦略性の違いから対峙。一時司令権を任されるものの、章や権太郎の無茶苦茶な戦いに翻弄される。トライゼノンと戦艦・東雲を同胞・前線基地もろとも要塞砲で吹き飛ばそうと目論むハンスから責任という名目の時間稼ぎとしてメタアーマードで出撃を命じられる。トライゼノンと戦闘するもののゴリ押しの章に敗れる。その後ハンスに粛清されかけたが、浮上した前線基地が暁により撃破され、ハンスも戦死したため助かる。穏健派「オシリス」側の人間で、地球到達前はレイナルシティのリーダーだった。一時期レイナルシティを盾に脅して来た強硬派「マーズ」の傘下に下り、「ワイズ」という偽名で従っていた。その際「ゼノン・バルバロッサ」を操り、デュランに敗れている。イシュターという娘がいる。
セシル・クレネード声 - 林原めぐみ
デュランの妹。病弱で、寝たきりの生活をしている。病名ははっきりとは語られていないが、フラウディアのセリフから直る見込みのない病気の様子。終盤、童夢と同じ遺伝子を持つことがわかり、ゼノパレスと地球人が同じ種の起源にある事が判明する。
クロノス・リヴァード声 - 真殿光昭
第4話に登場。階級は大尉。ハンスと共にトライゼノンの弱点を発見し、天・冥・海号がトライゼノンに合体するのを、ルコ・ゼノイドの大群で妨害する合体封じを仕掛ける。トライゼノンの撃破を試みるものの、章の無計画な行動と、冴の無茶で無慈悲な戦法（無差別の対空射撃）に敗れ、戦死した。
セルゲイ・ヴォッス声 - 服巻浩司
第6話に登場。階級は少佐。デュランの命令で街ごと章を襲う。章による建物を武器にした滅茶苦茶な戦法に敗北して戦死した。
キース声 - 高橋広樹
第7話に登場。トライゼノンを襲撃し、戦況の不利により撤退しようとしたが追い討ちをかけられたため交戦する。トライゼノンの「キロメガギガテラドン・パンチ」（章が適当に付けた技名）を受け戦死した。なお、彼の死に際の描写や悲鳴はない。
クララ・クォーヴァース声 - 川澄綾子
第11話に登場。階級は少将。東京基地の総司令官。バーバラと共に2人しか登場しない（他にも女性指揮官が居るのかは描かれていない）女性指揮官の一人。しかし、暁の砲撃により破壊された基地を放棄して、わずかな部下と共に残った飛行戦艦で脱出。洋上で暁を発見し、劣勢を承知で復讐戦を挑む。最期は脱出に使った戦艦で暁に特攻を仕掛けようとするも、東雲と暁の合体した日の出の主砲によって戦艦は撃沈され、カークと共に戦死した。
漫画版『トライゼノンBLAZE』ではデュランの側近で、章たちと戦うことはない為生存する。
リュー・カーク声 - 室園丈裕
第11話に登場。クララの部下。階級は大尉。クララ同様武人の誇りを持っている。章達に敗れクララと共に戦死した。
ヒ・レッツ声 - 長島雄一
第13話に登場。デュランの部下。卑劣な性格。華菜に「卑劣」と言われた際「なぜ私の名前を？」と驚いた。トライゼノンに敗れ戦死した。

## 登場メカ
自衛隊の兵器を除き、登場する兵器は全てゼノ・パレス製である。ヒト型巨大ロボットのうち最上位機種は「ゼノンズ・ガーディアン」と呼ばれている。そのうち3体が、ゼノ・パレス強硬派からの防衛用に、専用母艦とともに江戸時代の地球に送り込まれた。
それ以外の人型巨大ロボットは「メタ・アーマード」と呼ばれており、操縦者が優秀であればゼノンズ・ガーディアンと戦いうると劇中では描写されている。全機体がゼノ・パレスにより作られているが、合体後のトライゼノンのように自力では大気圏内や宇宙空間を飛行できない機体もある。

### 地球側（遺産継承者）

#### ロボット
トライゼノン
地球の来るべく災厄を防ぐため、江戸時代の日本にゼノ・パレス穏健派から送り込まれた巨大ロボットのひとつ。北海道の地中深くに埋められていたが、地球に危機が訪れた時、先祖の残した古文書に従って掘り起こされた。同じく「遺産」である宇宙戦艦「東雲」に格納されている。カラーリングは赤、青、白が主体。
神威章が乗る「天号」（頭部及び胸部・背部）、神威哀が乗る「冥号」（両腕、胴体）、雨竜華菜が乗る「海号」（両脚）の3機の戦闘機に分離も可能で、分離した各機は飛行が可能（1話では合体した状態だったが、2話で分離できることが判明）。
全高35.4m。武器はフィンガーミサイル、トライジャベリン、トライキャノン、ビッグブーメランなどがあるが、決まった名前はないらしく、章が毎回違う名前を連呼する。メインの操縦者は章だが、21話、章が気絶した際、華菜が意地で海号のコクピットから操縦し、足だけで動いて見せたところを見ると、冥号・海号からの操縦も一応できる様子。
漫画版『トライゼノンBLAZE』では、章が一人で操縦。本来の強大な潜在能力を封印されていた事が判明し、ゼノンエリシュオンへの最終決戦時に本来の姿であるトライゼノンBLAZEへと変化を遂げた。
天号

海号

冥号

ガイアゼノン
トライゼノンと同じく江戸時代に飛来した。ボディは真紅ともいえるほど赤い色をしている。3体のロボの中では一番のパワーと火力を誇り、トライゼノンと同じく3体のメカに分離する機能も持つ。また、ガンタンクのような上半身が人型で下半身が戦車になる形態への変形機構も持っており、この形態では陸上における機動力が高い。パイロットは甲斐童夢、牧之原恵那、京鞍馬の3人の少女で、ガイアゼノンの胴体でガイアゼノン自体のメインコックピットにもなるガイアベースには童夢、両腕部及び円筒型の戦闘機にもなるガイアイーグル（右腕）とガイアコンドル（左腕）には、恵那と鞍馬が搭乗する。ガイアイーグルには、章が乗ったこともある。
ガイアイーグルとガイアコンドルは増設カートリッジを装備する事で他の機体（作中ではトライゼノン）の「手持ち火器」としても使用可能。
小説版や漫画版では、恵那や刃がガイアベースの操縦を務めた事もある。
ガイアベース

ガイアイーグル

ガイアコンドル

アルマゼノン
3体のロボットの中で一際異彩を放つ女性型のフォルムを持つ。ボディはピンク主体。宗像姉妹と樹雫が搭乗する。宗像姉が頭部のメインコクピット、雫が右胸、宗像妹が左胸に搭乗する。曙・御来光からどうやって搭乗しているのかは不明。3体のロボットの中でもビーム系の兵器が多く、それだけエネルギーの消費も大きく長期戦には不利。ロケット推進のため、スピードでは3体の中でも一番早く、宇宙空間でも活躍できる。戦闘時にはヒューマノイドフォームに変形が可能。
小説版では「最強のゼノンズ・ガーディアン」とされているが、その力を完全に発揮するには条件が厳しい。

#### 戦艦
江戸時代の明暦年間に飛来した宇宙船。永久機関「トポロジカル・ディフェクトエンジン」を装備し、発生したエネルギーをカートリッジ（ロボットの分離した各機体および武装の動力源）にチャージして備蓄している。そのため、派手に艦の武装を使うとそこら中にカートリッジをばら撒くことになり、戦闘後には回収しなければならない。
東雲
トライゼノンと共に見つかった遺産戦艦。トライゼノン（天号、冥号、海号）の母艦。艦首に開閉式の大型ビーム砲1門を持つほか、多数のビーム砲塔で武装している。権太郎によって発掘された後に神威家の新たな住居（兼移動手段）となる。カラーリングはホワイト。
暁
2隻目の遺産戦艦。箱のような形やデザインをしている。強大な砲撃力を持ち、ゼノ・パレスの東京基地と、礼文島基地上部を破壊した。ガイアゼノン（ガイアベース、ガイアイーグル、ガイアコンドル）の母艦。カラーリングはレッド。
曙
3隻目（最後）の遺産戦艦。空母のような外見を持った、アルマゼノンの母艦。艦底部に何門かのビーム砲を装備している。カラーリングはパープル。
日の出
東雲と暁が合体した戦艦で。その主砲の威力は東雲単体のものよりも暁のパワーが加わって、より強力になっている。
御来光
東雲と暁と曙が合体した戦艦。宇宙の持っていた古文書によりその名が判明した。遺産戦艦の本来の姿で、この姿になって初めて真価を発揮できる。武装は合体前の戦艦の武装が全て使えるほか、強力なバリアを発生させてバーバラのメタアーマードを吹っ飛ばしたり、強力な重力場を作り出してゼノ・パレスの戦艦のビームを捻じ曲げたりした。個々の戦艦では不可能な地球の重力圏脱出を、いとも簡単に行える高推力を持つ。最終回では、艦首に折り畳み式の巨大なドリルを出現させ、ゼノンエリシュオンの胸部を貫いた。

### ゼノ・パレス側
ルコ・ゼノイド
数的にはゼノ・パレス地球侵攻部隊の主力。陸上・空中・水中とあらゆる場面に使える汎用性も備えている。おおむね自衛隊を圧倒したが、地球の兵器に対して完全に無敵ではなく、飛行中に自衛隊の攻撃ヘリから発射された対戦車ミサイルにより撃墜された機体もあった。また、トライゼノンが振り回したさっぽろテレビ塔に衝突して複数が破壊された。遺産兵器には歯が立たず、東雲を攻撃中に船体に衝突した時も東雲はほぼ無傷であった。
メタ・ゼノイド
ルコゼノイドの強化版。
メタ・アーマード
ゼノンズ・ガーディアンの劣化コピー。基本性能はガーディアンに劣っているが、操縦者の技量次第では、ガーディアンを凌駕する性能を発揮可能。ただし、生産性は低く、一部の士官クラスでなければ搭乗を認められない。
劇中では2機のメタ・アーマードが登場しており、北海道ではパブロ、鹿児島ではバーバラが搭乗している。
小説版にも、テレビ版とは異なるタイプのメタ・アーマードが搭乗している。
ゼノン・ノーヴァ
ゼノパレスが所有しているゼノンズ・ガーディアンで、トライゼノン等とは兄弟機にあたる。パイロットは、デュラン。章の乗るトライゼノンと何度か渡り合っている。使用武器は、剣と腕部に内蔵されたビーム砲等。トライゼノンと同じく接近戦重視タイプである。航空機形態への変形機能も持ち合わせている。
ゼノンエリシュオン
ゼノパレスの巨大宇宙船「エストーリオ」の中心部（センターシャフト）に封印されていた最後のゼノンズガーディアン。そのため、起動させる事は同時にエストーリオそのものの崩壊を意味する。トライゼノンが掌に収まってしまうほど巨体で、なおかつ強大な火力を誇る。
遺産の継承者であるロルムスが起動させ、敵はおろか市民の被害も顧みない暴れ方を繰り広げた。最期は、御来光の切り札であるドリルで胸部を貫かれ、その胴体に風穴を開けられた。その後ジェットバズーカを装備したトライゼノン、アルマゼノンの猛攻撃を受け、トドメにトライゼノンのパンチを動力炉に受け爆発した。ロルムスは爆死するもその巨体は残った。
漫画版『トライゼノンBLAZE』では、航空形態もある事が判明している。
エストーリオ
母星を失ったゼノ・パレスの人々が建造した巨大な宇宙船。船と言うよりは動く宇宙コロニー。この中で地球への移住の方法を巡って穏健派と強硬派との対立が長く続いた。一般の市民が暮らす都市部、遺伝子バンク、軍事施設、船の運航に関わる施設などがある。ロルムスがゼノンエリシュオンを起動させたことで全面崩壊の危機に立たされるが、デュランの的確な指示により、全面崩壊は免れた。

### 地球側（自衛隊）
物語序盤で北海道に侵攻したゼノ・パレス軍を陸上自衛隊がAH-1戦闘ヘリや戦車で迎撃し、九州では有明海に墜落した「曙」の鹵獲作業を妨害するため、ゼノ・パレス軍に対して航空自衛隊F-1が攻撃を加える（第15話）。

## テレビアニメ

### スタッフ
- 原作 - ガンジス企画室（富士見書房／『月刊ドラゴンジュニア』『月刊ドラゴンマガジン』）
- キャラクター原案 - あらいずみるい
- 監督 - 渡部高志
- シリーズ構成 - 長谷川勝己
- SF設定 - 堺三保
- キャラクターデザイン - 宮田奈保美
- メカデザイン - 中原れい
- 美術監督 - 中原英統
- CG・撮影監督 - 谷内潤
- 音響監督 - 藤野貞義
- 色彩設定 - 渡辺美穂
- 編集 - 田熊純
- 音楽 - 川井憲次
- プロデュース - 大月俊倫
- 制作プロデューサー - 岡田修一
- プロジェクトトライゼノン - 源生哲雄、諸冨洋史、加藤直次、安田猛
- アニメーション制作 - イージーフイルム
- 制作 - PJトライゼノン（TBS、毎日放送、中部日本放送、角川書店、キングレコード）

### 主題歌
オープニングテーマ『unsteady』
作詞 - MEGUMI / 作曲 - 佐藤英敏 / 編曲 - 五島翔 / 歌 - 林原めぐみ
エンディングテーマ『lost in you』
作詞 - MEGUMI / 作曲 - 佐藤英敏 / 編曲 - 堀隆 / 歌 - 林原めぐみ

### 各話リスト
| 話 | 放送日          | サブタイトル                  | 脚本         | 絵コンテ          | 演出                          | 作画監督              | メカ作画監督 |
| -- | --------------- | ----------------------------- | ------------ | ----------------- | ----------------------------- | --------------------- | ------------ |
| 1  | 2000年 10月14日 | 目覚めよ! オレのトライゼノン! | 長谷川勝己   | 渡部高志          | 井之川慎太郎                  | 宮田奈保美            | 春野洋二     |
| 2  | 10月21日        | 決戦トライアングル!           | 長谷川勝己   | 渡部高志          | 成田歳法                      | 宮田奈保美            | 水村雄之     |
| 3  | 10月28日        | いくぞ探検! 秘密基地          | 長谷川勝己   | 渡部高志 成田歳法 | 則座誠                        | 伊東克修              | 大澤正典     |
| 4  | 11月11日        | 合体! トライバーニング!       | 川崎ヒロユキ | 井之川慎太郎      | いとがしんたろー アサミマツオ | 伊東克修              | -            |
| 5  | 11月18日        | 吠えよゴン!                   | 川崎ヒロユキ | 渡部高志 山口美浩 | 奥野浩行                      | 山本直子              | -            |
| 6  | 11月25日        | あばよ札幌! 東雲発進!         | 長谷川勝己   | 渡部高志 成田歳法 | 西山明樹彦                    | 佐藤多恵子            | 大澤正典     |
| 7  | 12月2日         | 大ピンチ! 合体封じ            | 堺三保       | 則座誠            | 則座誠                        | 加藤洋人              | -            |
| 8  | 12月9日         | 食糧危機? 決戦前夜!           | 堺三保       | 開木菜織          | 藤本ジ朗                      | 柳瀬雄之              | -            |
| 9  | 12月16日        | 海の幸! 日本海大決戦!         | 長谷川勝己   | 渡部高志          | 渡部高志 アサミマツオ         | 宮田奈保美            | 水村雄之     |
| 10 | 12月23日        | 権太郎、暁に死す?!            | 長谷川勝己   | 仁賀緑朗          | 木村寛                        | 松本卓也              | -            |
| 11 | 2001年 1月6日   | 昇れ、初日の出                | 吉岡たかを   | 奥野浩行          | 持丸タカユキ                  | 山本直子              | -            |
| 12 | 1月13日         | デュランの決意!               | 長谷川勝己   | 則座誠            | 則座誠                        | 宮田奈保美            | 田村勝之     |
| 13 | 1月20日         | SOS章! 黒き閃光!              | 吉岡たかを   | 仁賀緑朗          | いとがしんたろー              | 祝浩司                | -            |
| 14 | 1月27日         | 決闘! 章VSデュラン            | 堺三保       | 守岡博            | 羽生尚靖                      | 佐々木しげる 山本直子 | -            |
| 15 | 2月3日          | 集結! 三機の巨人              | 玉井豪       | 仁賀緑朗          | 西山明樹彦                    | 栗井重紀              | -            |
| 16 | 2月10日         | 天翔る女神! アルマゼノン!     | 玉井豪       | 島津奔            | 木村寛 西山明樹彦             | 松本卓也              | 川原智弘     |
| 17 | 2月17日         | 御来光! 宇宙へ                | 吉岡たかを   | 加藤洋人          | 加藤洋人                      | 加藤洋人              | 鷲北恭太     |
| 18 | 2月24日         | 無重力の罠!                   | 堺三保       | 渡部高志          | 西山明樹彦                    | 宮田奈保美            | 水村雄之     |
| 19 | 3月3日          | エストーリオ大決戦!           | 長谷川勝己   | 則座誠            | 則座誠                        | 松本卓也 宮前真一     | 田村勝之     |
| 20 | 3月10日         | フラウディアの涙              | 長谷川勝己   | 仁賀緑朗          | 羽生尚靖                      | 内納健治              | 川原智弘     |
| 21 | 3月17日         | 起動! エリシュオン!           | 吉岡たかを   | 島津奔            | 則座誠                        | 松本卓也              | 水村雄之     |
| 22 | 3月24日         | オレは待ってるぜ!             | 長谷川勝己   | 渡部高志          | 渡部高志 アサミマツオ         | 宮田奈保美            | 加藤洋人     |

### 放送局
| 放送地域   | 放送局       | 放送期間                       | 放送日時                     | 備考       |
| ---------- | ------------ | ------------------------------ | ---------------------------- | ---------- |
| 関東広域圏 | 東京放送     | 2000年10月14日 - 2001年3月24日 | 土曜 17:30 - 18:00           | 共同制作局 |
| 近畿広域圏 | 毎日放送     | 2000年10月14日 - 2001年3月24日 | 土曜 17:30 - 18:00           | 共同制作局 |
| 中京広域圏 | 中部日本放送 | 2000年11月4日 - 2001年4月14日  | 土曜 7:00 - 7:30             | 共同制作局 |
| 北海道     | 北海道放送   | 2000年10月21日 - 2001年3月31日 | 土曜 17:00 - 17:30           |            |
| 宮城県     | 東北放送     |                                | 土曜 17:30 - 18:00           |            |
| 静岡県     | 静岡放送     |                                | 土曜 3:00 - 3:30（金曜深夜） |            |

| TBS 土曜17:30 - 18:00枠 ※これよりTBS・MBS・CBC共同製作 | TBS 土曜17:30 - 18:00枠 ※これよりTBS・MBS・CBC共同製作 | TBS 土曜17:30 - 18:00枠 ※これよりTBS・MBS・CBC共同製作 |
| 前番組                                                 | 番組名                                                 | 次番組                                                 |
| ------------------------------------------------------ | ------------------------------------------------------ | ------------------------------------------------------ |
| サクラ大戦TV ※TBS・MBS共同製作                         | 無敵王トライゼノン                                     | 逮捕しちゃうぞ Second Season                           |

## 漫画版
出版は角川書店。『月刊ドラゴンジュニア』に掲載された。
『無敵王トライゼノン ファイアー』
作画は二階堂ヒカル。全1巻。ストーリーは「東雲」「トライゼノン」およびその搭乗者が中心。
1. 2001年2月 ISBN 4-04-712260-2

『無敵王トライゼノン BLAZE』
作画はせたのりやす。全3巻。ストーリーは「曙」「アルマゼノン」およびその搭乗者が中心。
1. 2001年6月 ISBN 4-04-712271-8
2. 2001年11月 ISBN 4-04-712280-7
3. 2002年3月 ISBN 4-04-712293-9

## 小説
富士見ファンタジア文庫より刊行されている。長谷川勝己著書の本編シリーズ『I 北海、燃ゆる!』は、以降刊行予定ではあったが、続巻は刊行されていない。
- 『無敵王トライゼノン ガイアゼノン』（著者：花田十輝、イラスト：下北沢鈴成）
  - I 暁の兄妹 （2000年9月、ISBN 4-8291-2998-0）
  - II 裏切りのサウスオーシャン （2001年1月、ISBN 4-8291-1327-8）
  - III 暁の彼方に （2001年4月、ISBN 4-8291-1348-0）
- 『無敵王トライゼノン アルマゼノン』（著者：あおしまたかし、イラスト：ふぢまるありくい）
  - I 三人娘（ワルキューレ）、翔ぶ （2000年8月、ISBN 4-8291-2990-5）
  - II 三人娘（ワルキューレ）、炎のアイドル伝説 （2000年12月、ISBN 4-8291-1311-1）
  - III 三人娘（ワルキューレ）、舞う! （2001年3月、ISBN 4-8291-1335-9）
  - アンコール （2001年7月、ISBN 4-8291-1370-7）
- 『無敵王トライゼノン ZP』（著者：日下弘文、イラスト：ヤスダスズヒト）
  - 紅き宇宙（そら）の夜明け （2000年10月、ISBN 4-8291-1308-1）
  - 銀髪なる女王の願い （2001年2月、ISBN 4-8291-1332-4）
  - 藍の惑星の前に （2001年6月、ISBN 4-8291-1361-8）
- 『無敵王トライゼノン』（著者：長谷川勝己、イラスト：あらいずみるい）
  - I 北海、燃ゆる! （2001年5月、ISBN 4-8291-1354-5）

## ゲーム
- 『無敵王トライゼノン』
  - （2001年3月9日発売、ゲームボーイカラー専用ソフト）
  - （2001年3月15日発売、PlayStation用ソフト）

プレイステーション用ソフトには、オリジナルエピソードである。
二つのアニメが入っている。
なお、アニメは、DVDに収録されている。